# Aiden Turner

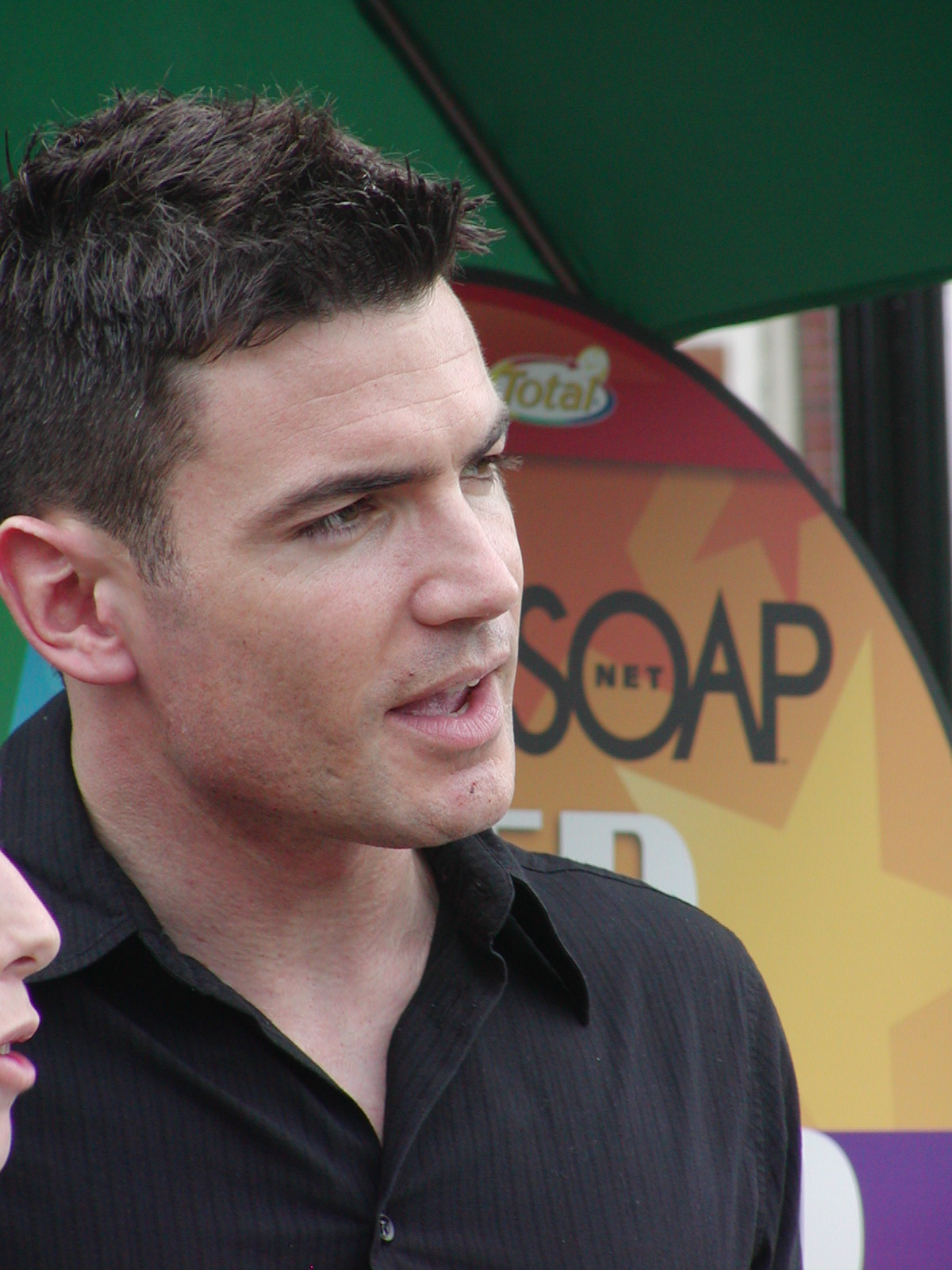
Aiden Turner (2008)

Aiden John Turner (* 2. April 1977 in Welwyn Garden City, England) ist ein britischer Schauspieler.

## Biografie
Turner wuchs in Stevenage auf. Seine Mutter leitete ein Vermietungsbüro in Knebworth. Er hat einen älteren Bruder, der als Osteopath tätig ist. Seine ersten Erfahrungen mit dem Filmgeschäft machte er als Komparse in den britischen Serien EastEnders und The Bill. Außerdem erschien er in einem Video der Sängerin Geri Halliwell und in Werbespots. Daneben machte er Ausbildungen zum Koch und Model. 2002 ging er in die USA. Dort hatte er seinen Durchbruch mit der Rolle des Aidan Devane in der ABC-Seifenoper All My Children, die er bis 2009 verkörperte. Sie brachte ihm 2003 eine Nominierung für einen Daytime Emmy Award in der Kategorie „Outstanding Younger Actor in a Drama Series“ ein. Weitere Auftritte in Fernsehserien und Filmen folgten. 2010 nahm er an der 10. Staffel der Tanz-Castingshow Dancing with the Stars teil.
Am 8. April 2006 heiratete Turner Megan Marshall, die er zuvor im Eurostar auf dem Weg von London nach Paris kennengelernt hatte. Seit 2009 haben sie eine gemeinsame Tochter.

## Filmografie (Auswahl)
- 1999: Undressed – Wer mit wem? ((MTV's) Undressed, Fernsehserie, unbekannte Anzahl an Folgen)
- 2003–2009: All My Children (Fernsehfolgen, 487 Folgen)
- 2008: Manhattanites
- 2022: Mindcage